# Lampanyctus steinbecki
Lampanyctus steinbecki är en fiskart som beskrevs av Bolin, 1939. Lampanyctus steinbecki ingår i släktet Lampanyctus och familjen prickfiskar. Inga underarter finns listade i Catalogue of Life.